# Yaya Sanogo
Yaya Sanogo (født 27. januar 1993) er en fransk fodboldspiller med ivorianske rødder, der spiller for Toulouse FC, som angriber. Han har tidligere repræsenteret blandt andet Arsenal i England.

## Landshold
Sanogo har spillet for adskillige ungdomslandshold.  
I 2008-2009 sæsonen spillede han for U16 landsholdet. Her spillede han 18 kampe og scorede imponerende 18 mål.
I 2009-2010 sæsonen spillede Sanogo for U17 landsholdet. Han spillede 16 kampe, og scorede denne gang blot ni mål.
I 2010-2011 sæsonen repræsenterede Sanogo U18 landsholdet. Her spillede han dog kun ni kampe og scorede kun to mål.
I dag spiller han for U20 landsholdet (2013-) samt for U21 landsholdet (2011-).

## Klubkarriere

### AJ Auxerre
Sanogo spillede i en periode for AJ Auxerres ungdoms hold. Men den 26. januar 2010 fik Sanogo endelig sin førsteholdsdebut i en Coupe de France imod Sedan Ardennes, hvor kampen endte 3-0 efter straffesparkskonkurrence eftersom kampen endte 1-1 i den permanente spilletid. Han startede på bænken, og blev skiftet ind i 108' minut. Dette var blot en dag før hans 17-års fødselsdag, så det vil sige at han var imponerende 16 år, da han fik sin debut.
Han fik sin liga debut den 5. maj 2010 i et 2-1 nederlag imod Lyon.
Sanogo spillede i sine 3 år hos klubben mange reserveholdskampe, da man mente, at han stadig var for uerfaren og for ung til få fast spilletid hos førsteholdet. Dog spillede han 21 kampe og scorede 11 mål for førsteholdet.

### Arsenal F.C.
Den 1. juli 2013 blev det offentliggjort, at Sanogo som blev regnet som et stor talent, skiftede til Premier League-klubben Arsenal FC. Han fik trøje nummer 22, eftersom den gamle indehaver af nummeret Francis Coquelin, var lejet ud til SC Freiburg. 
Sanogo fik sin debut den 24. august 2013 imod Fulham. Han startede på bænken, men blev i 81' minut skiftet ind i stedet for Lukas Podolski. Arsenal vandt kampen 3-1.
Sanogo blev i sin tid hos klubben bl.a. en af de nominerende til at vinde Golden Boy Awarden 2013. 

## Artikler
- Fransk stortalent vil til Arsenal Arkiveret 3. december 2013 hos  Wayback Machine
- Arsenal scorer fransk stjernefrø Arkiveret 2. december 2013 hos  Wayback Machine
- Arsenals stjernefrø startede fransk sejr
- Tålmodig Sanogo har masser af tid